# Front Row Seat to Earth
| Đánh giá chuyên môn  | Đánh giá chuyên môn |
| Điểm trung bình      | Điểm trung bình     |
| Nguồn                | Đánh giá            |
| -------------------- | ------------------- |
| AnyDecentMusic?      | 7,7/10              |
| Metacritic           | 82/100              |
| Nguồn đánh giá       |                     |
| Nguồn                | Đánh giá            |
| AllMusic             | [ 3 ]               |
| Clash                | 8/10                |
| Exclaim!             | 8/10                |
| The Guardian         | [ 6 ]               |
| The Line of Best Fit | 8/10                |
| The Observer         | [ 8 ]               |
| Pitchfork            | 8,3/10              |
| Uncut                | 8/10                |
| Under the Radar      | 8,5/10              |

Front Row Seat to Earth là album phòng thu thứ ba của nữ nhạc sĩ người Mỹ Weyes Blood. Album được Mexican Summer phát hành vào ngày 21 tháng 10 năm 2016. Ảnh bìa của album được chụp tại Biển Salton.

## Danh sách bài hát
Tất cả các ca khúc được viết bởi Natalie Mering.
| STT              | Nhan đề                | Thời lượng |
| ---------------- | ---------------------- | ---------- |
| 1.               | "Diary"                | 5:36       |
| 2.               | "Used to Be"           | 4:32       |
| 3.               | "Be Free"              | 6:22       |
| 4.               | "Do You Need My Love?" | 6:25       |
| 5.               | "Generation Why"       | 5:21       |
| 6.               | "Can't Go Home"        | 4:40       |
| 7.               | "Seven Words"          | 4:37       |
| 8.               | "Away Above"           | 5:18       |
| 9.               | "Front Row Seat"       | 1:55       |
| Tổng thời lượng: | Tổng thời lượng:       | 44:46      |